# 장구채
장구채는 한국, 일본, 동시베리아, 중국 등지에 분포하는 두해살이풀이다.
여루채, 견경여루채라고도 한다. 높이는 약 30 ~ 80cm 정도이다. 긴 타원형이나 넓은 피침형인 잎은 마주나며, 가장자리에 털이 있다. 꽃은 흰색을 띠며, 7월에 잎겨드랑이와 원줄기 끝에 취산꽃차례로 층층이 달린다. 열매는 달걀 모양이고 끝이 여섯 갈래로 갈라져 있다.
어린순은 나물로 먹고 씨는 지혈제, 진통제로도 사용한다.